# Tougher Than the Rest
Tougher Than the Rest is een nummer van de Amerikaanse rockzanger Bruce Springsteen uit 1988. Het is de vierde single van zijn achtste studioalbum Tunnel of Love. Opvallend is dat het nummer nooit in Amerika als single werd uitgebracht.
Het nummer werd een hit in Europa en Australië. In de Nederlandse Top 40 haalde het nummer de 13e positie, en in de Vlaamse Radio 2 Top 30 de 9e.

## NPO Radio 2 Top 2000
| Nummer met noteringen in de NPO Radio 2 Top 2000 | '15  | '16 | '17 | '18 | '19 | '20 | '21 | '22 | '23 | '24 |
| ------------------------------------------------ | ---- | --- | --- | --- | --- | --- | --- | --- | --- | --- |
| Tougher Than the Rest                            | 1925 | 532 | 548 | 567 | 402 | 424 | 393 | 351 | 368 | 317 |

1. ↑  Een vetgedrukt getal geeft de hoogste notering aan.
2. ↑  2015 was het eerste jaar met een notering voor dit nummer.

E Street Band: Bruce Springsteen · Roy Bittan · Nils Lofgren · Patti Scialfa · Garry Tallent · Steven Van Zandt · Max Weinberg
Jake Clemons · Charles Giordano · Soozie Tyrell
Voormalige leden: Ernest Carter · Clarence Clemons · Danny Federici · Vini Lopez · David Sancious
Voormalige tourmuzikanten:
Everett Bradley · Barry Danielian · Clark Gayton · Curtis King · Suki Lahav · Ed Manion · The Miami Horns · Cindy Mizelle · Michelle Moore · Tom Morello · Curt Ramm · Jay Weinberg